# Spogostylum poecilophora
Spogostylum poecilophora är en tvåvingeart som först beskrevs av Ignaz Rudolph Schiner 1868.  Spogostylum poecilophora ingår i släktet Spogostylum och familjen svävflugor. Inga underarter finns listade i Catalogue of Life.